# آستوول سیفود
آستوول سیفود (انگلیسی: Austevoll Seafood) شرکت صنایع غذایی نروژی است، که در سال ۱۹۸۱ تأسیس شد.